# هیدئو گوشا
هیدئو گوشا (انگلیسی: Hideo Gosha؛ ۲۶ فوریهٔ ۱۹۲۹ – ۳۰ اوت ۱۹۹۲) کارگردان و فیلم‌نامه‌نویس اهل ژاپن بود. وی در سال ۱۹۸۳ برای فیلم گیشا در جایزه آکادمی فیلم ژاپن برندۀ بهترین کارگردانی شد. کارگردانانی مثل چانگ چه، تاکاشی میکه و یوشیاکی کاواجیری از گوشا تاثیر گرفته‌اند.
از فیلم‌های دیگر او می‌توان به اونیماسا اشاره کرد.